# Stenotaenia sturanyi
Stenotaenia sturanyi är en mångfotingart som först beskrevs av Carl Graf Attems 1903.  Stenotaenia sturanyi ingår i släktet Stenotaenia och familjen storjordkrypare.
Artens utbredningsområde är:
- Grekland.
- Makedonien.

Inga underarter finns listade i Catalogue of Life.